# ピタゴラス平均

（2つの数字aとbの）二乗平均平方根とピタゴラス平均を幾何的に構築したもの。調和平均は H、幾何平均は G、算術平均は A、二乗平均平方根は Qで表される。

一組の数字の算術平均、幾何平均、調和平均の比較。縦の破線は調和平均の漸近線である。

数学において、古典的なピタゴラス平均（ピタゴラスへいきん、英: Pythagorean means）とは、算術平均(AM)、幾何平均(GM)、調和平均(HM)の3つである。これらの平均は、幾何学や音楽における重要性から、ピタゴラス教団やそれ以降の世代のギリシャの数学者たちによって研究されていた。

## 定義
これらは次のように定義される。
{\displaystyle {\begin{aligned}\operatorname {AM} \left(x_{1},\;\ldots ,\;x_{n}\right)&={\frac {1}{n}}\left(x_{1}+\;\cdots \;+x_{n}\right)\\[9pt]\operatorname {GM} \left(x_{1},\;\ldots ,\;x_{n}\right)&={\sqrt[{n}]{\left\vert x_{1}\times \,\cdots \,\times x_{n}\right\vert }}\\[9pt]\operatorname {HM} \left(x_{1},\;\ldots ,\;x_{n}\right)&={\frac {n}{\displaystyle {\frac {1}{x_{1}}}+\;\cdots \;+{\frac {1}{x_{n}}}}}\end{aligned}}}

## 性質
それぞれの平均{\textstyle \operatorname {M} }は以下の性質を持っている。
一次斉次性
{\displaystyle \operatorname {M} (bx_{1},\,\ldots ,\,bx_{n})=b\operatorname {M} (x_{1},\,\ldots ,\,x_{n})}
交換時の不変性

任意の{\displaystyle i}と{\displaystyle j}に対して
{\displaystyle \operatorname {M} (\ldots ,\,x_{i},\,\ldots ,\,x_{j},\,\ldots )=\operatorname {M} (\ldots ,\,x_{j},\,\ldots ,\,x_{i},\,\ldots )}
単調性
{\displaystyle a<b\Rightarrow \operatorname {M} (a,x_{1},x_{2},\ldots x_{n})<\operatorname {M} (b,x_{1},x_{2},\ldots x_{n})}
冪等性
{\displaystyle \forall x,\;M(x,x,\ldots x)=x}
単調性と冪等性の組み合わせは、ある集合の平均値が常にその集合の両極端の間にあることを意味する。
{\displaystyle \min(x_{1},\,\ldots ,\,x_{n})\leq \operatorname {M} (x_{1},\,\ldots ,\,x_{n})\leq \max(x_{1},\,\ldots ,\,x_{n})}
調和平均と算術平均は、正の引数については互いに逆数と双対である。
{\displaystyle \operatorname {HM} \left({\frac {1}{x_{1}}},\,\ldots ,\,{\frac {1}{x_{n}}}\right)={\frac {1}{\operatorname {AM} \left(x_{1},\,\ldots ,\,x_{n}\right)}}}
一方、幾何平均はその逆数と双対である。
{\displaystyle \operatorname {GM} \left({\frac {1}{x_{1}}},\,\ldots ,\,{\frac {1}{x_{n}}}\right)={\frac {1}{\operatorname {GM} \left(x_{1},\,\ldots ,\,x_{n}\right)}}}

## 平均間の不等式

正の数a,bについて max (a,b) > 二乗平均平方根(RMS) > 算術平均(AM) > 幾何平均(GM) > 調和平均(HM) > min (a,b) の幾何的な言葉のない証明

これらの平均には順序があり（すべての{\displaystyle x_{i}}が正の場合）
{\displaystyle \min \leq \operatorname {HM} \leq \operatorname {GM} \leq \operatorname {AM} \leq \max }
となり、{\displaystyle x_{i}}がすべて等しい場合にのみ等しくなる。
これは算術・幾何平均の不等式の一般化であり、一般化平均の不等式の特殊な場合である。証明は、算術・幾何平均の不等式、{\displaystyle \operatorname {AM} \leq \max }、また逆数との双対性（{\displaystyle \min }と{\displaystyle \min }にも逆数との双対性がある）に従う。
ピタゴラス平均の研究は、MajorizationやSchur-convex functionの研究と密接な関係がある。調和平均と幾何平均は引数の凹対称函数であるため、Schur-concaveであり、算術平均は引数の一次関数であるため、凹と凸の両方である。